# Sebastián de la Cuadra y Llerena
Sebastián de la Cuadra y Llarena, né le 20 janvier 1687 à Muskiz et mort le 9 avril 1766 à Madrid, premier marquis de Villarías, est un noble et homme d'État espagnol, secrétaire d'État d'Espagne en remplacement de José Patiño au cours du règne de Philippe V et cofondateur de l'Académie royale des beaux-arts de San Fernando en 1744. 